# Joan Flotats i Llucià

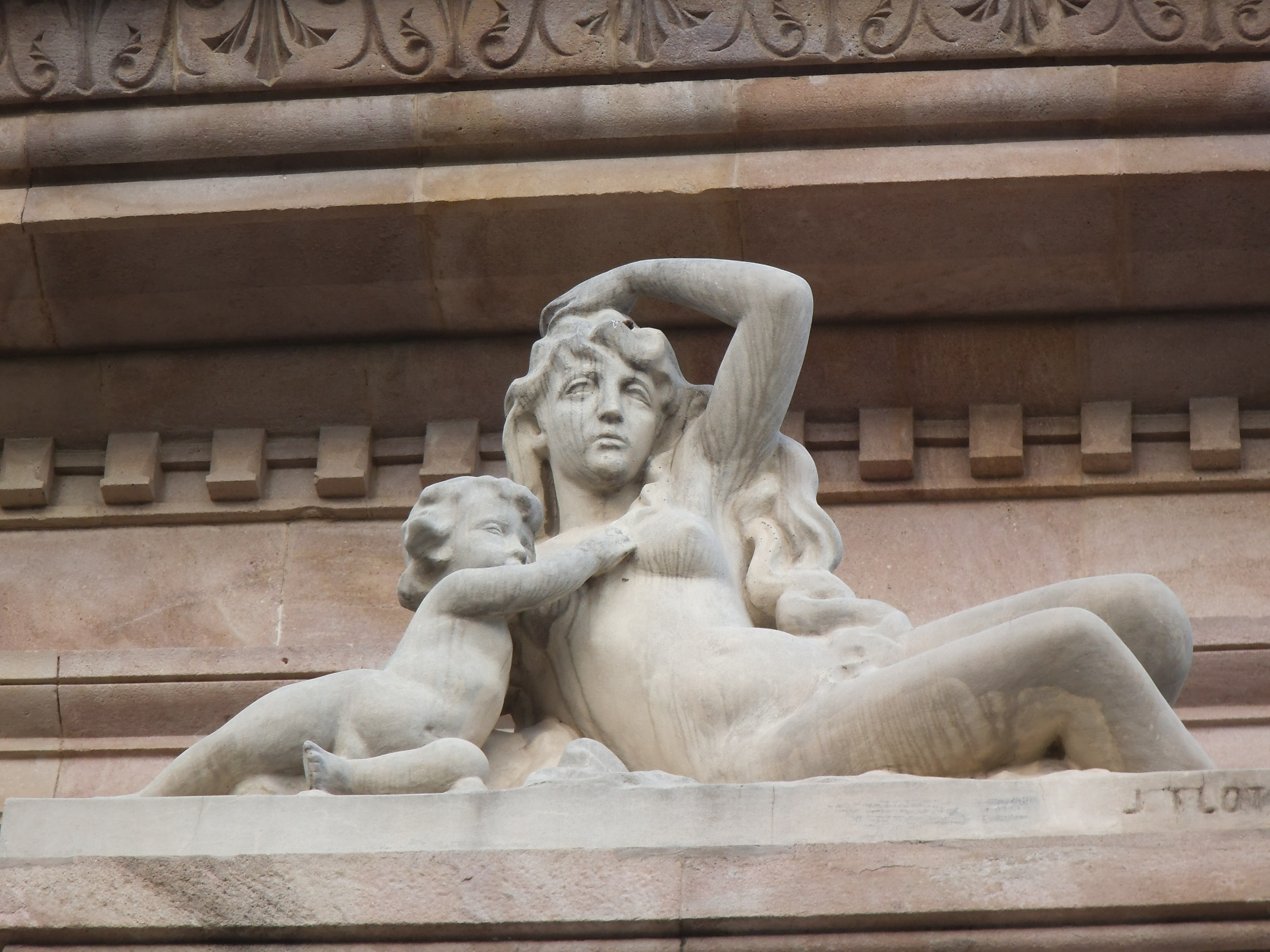
Dànae (1884) a la Font de la Cascada del Parc de la Ciutadella

Joan Flotats i Llucià (Manresa, Bages, 11 de març de 1847 - Barcelona, 11 de desembre de 1917) fou un escultor català.
Deixeble dels germans Agapit i Venanci Vallmitjana, es dedicà principalment a la imatgeria religiosa, amb moltes obres juntament amb la col·laboració de Lluís Puiggener i també amb el seu deixeble i gendre Llorenç Matamala.
Va crear la figura de "Dànae" per la decoració escultòrica de la Cascada del Parc de la Ciutadella. El 1888 elaborà la estatua de Sant Sever per la façana gòtica de la Casa de la Ciutat de Barcelona, substituint a la original del 1550. És autor de la clau de volta de l'Anunciació a la cripta de la Sagrada Família.
Amb Gaudí també va col·laborar a l'església de les Saleses i al Palau Güell.
També va realitzà La Coronació de la Verge Maria per al Cinquè Misteri de Glòria del Rosari Monumental de Montserrat, entre altres diferents escultures.
El seu fill Carles Flotats també fou escultor.